# Kim Min-ha
Dans ce nom, le nom de famille, Kim, précède le nom personnel coréen.
Kim Min-ha née le 1er septembre 1995 à Séoul, est une actrice sud-coréenne.

## Biographie
Elle a acquis une reconnaissance internationale pour son rôle d'adolescente Sunja dans la série Apple TV+ Pachinko en 2022. Avant de jouer dans Pachinko, elle a également joué des rôles dans la série School 2017,,. Elle est ambassadrice de la campagne de visites du patrimoine culturel 2022.